# Tutti innamorati
Tutti innamorati (bra: Uma Vida e Dois Amores, ou Todos Apaixonados) é um filme franco-italiano de 1959, do gênero comédia romance, dirigido por Giuseppe Orlandini.

## Elenco
- Marcello Mastroianni.... Giovanni
- Jacqueline Sassard.... Allegra Barberio
- Ruggero Marchi.... Ermanno Barberio
- Memmo Carotenuto.... Ferruccio
- Gabriele Ferzetti.... Arturo
- Nando Bruno.... Cesare
- Marisa Merlini.... Jolanda
- Leopoldo Trieste.... Cipriani